# Maude Fealy
Maude Fealy (4 de marzo de 1883-9 de noviembre de 1971) fue una actriz teatral y cinematográfica estadounidense. 

## Primeros años
Su verdadero nombre era Maude Mary Hawk, y nació en Memphis, Tennessee. Su madre era Margaret Fealy, actriz y profesora de interpretación, que estaba casada en segundas nupcias con Rafaello Cavallo, el primer director de la Orquesta Sinfónica de Pueblo (Colorado). Maude vivió buena parte de su vida en Colorado, y a los tres años de edad ya aparecía en escena junto a su madre. En 1900 estrenó en Broadway con la producción Quo Vadis, también con su madre. Entre 1902 y 1905 hizo giras por el Reino Unido con la compañía de Henry Irving, y en 1907 fue la estrella de diversas producciones itinerantes en los Estados Unidos.

## Carrera
Maude Fealy actuó por primera vez en el cine mudo en 1911, en una producción de Thanhouser Company, rodando otros  18 filmes hasta  1917, tras lo cual no trabajó para el cine durante catorce años. 
En los veranos de 1912 y 1913 organizó y protagonizó representaciones con la Compañía Fealy-Durkin, actuando en Denver, y haciendo una gira el año siguiente por el oeste estadounidense.

Fealy tuvo algún éxito comercial como autora e intérprete. Escribió "The Red Cap" en colaboración con Grant Stewart, dramaturgo e intérprete neoyorquino, y la obra se representó en el National Theatre de Chicago en agosto de 1928. Otras obras escritas por Fealy son "At Midnight" y "The Promise", ésta en colaboración con Alice Gerstenberg.

A lo largo de su carrera Fealy enseñó interpretación en muchas ciudades en las que vivió, como Grand Rapids (Míchigan); Burbank (California) y Denver, Colorado. Así, abrió centros como el Maude Fealy Studio of Speech, la Fealy School of Stage and Screen Acting, y la Fealy School of Dramatic Expression. 
En la década de 1930 vivía en Los Ángeles, California, formando parte del proyecto Federal Theatre, y a los 50 años de edad volvió al cine para interpretar papeles de reparto, incluyendo una actuación sin acreditar en Los diez mandamientos.  En sus últimos años de carrera escribió y actuó en espectáculos, programas, y conferencias para escuelas y organizaciones sociales.

## Vida personal
En Denver conoció a Hugo Louis Sherwin, crítico teatral de un periódico local. La pareja se casó en secreto, ya que la madre de la actriz no aprobaba el matrimonio. La pareja se divorció en 1909. Poco después se casó de nuevo, esta vez con el actor James Peter Durkin, del que se divorció en 1917. Posteriormente, Fealy tuvo una relación amorosa de corta duración con la actriz Eva Le Gallienne. Poco después se casó con James E. Cort separándose ambos en 1923. 
Maude Fealy falleció en 1971, a los ochenta y ocho años de edad en el Motion Picture & Television Country House and Hospital de Woodland Hills (Los Ángeles), y su cuerpo fue enterrado en el cementerio Hollywood Forever.